# Ferdy, a hangya
A Ferdy, a hangya vagy Frédi, a hangya (eredeti cím: Ferdy, die Ameise) 1987-ben futott NSZK televíziós rajzfilmsorozat, amelynek rendezői Jerry Hampeys és Ralph Newman. A forgatókönyvet Iva Hercíková és Liane Novotny írta, a zenéjét Evzen Illín szerezte. A tévéfilmsorozat az European Cartoon Production gyártásában készült. Műfaja kalandfilmsorozat és filmvígjáték-sorozat. A Német Szövetségi Köztársaságban 1987. január 13. és június 23. között a Südwest 3 vetítette, Magyarországon 1990-ben 13 részét az MTV1 sugározta, új magyar változattal 2004-ben az M1 adta mind az 52 részét.

## Ismertető
A történet egy hangyáról szól, eredeti neve Ferdy, magyarul Ferdi vagy Frédi. Nagyon ügyes, sok kalandba keveredik. Egy hangyabolyban él és sok hangyatársa van. Egy napon tévedésből elveszett társaitól. Barangolása során új barátokra lelt és új otthonra talált, mégpedig egy kis házra, a rózsa bogarak villájára. Az idők folyamán egy kutyát, egy lovat is és egy lakótársat is talált. A kis házukat egy napon a csigával elvitették gonosz rablók. Megtalálták házuk, de már új lakók költöztek be. Ezért ideiglenesen egy harangvirágba költöztek. Barátja épített egy új házat, ami olyan magas volt mint egy torony, de nagyon nem volt stabil és össze is dőlt. Ezután közösen megépítették a szép új házukat. Majd az idők folyamán, pedig a hős hangya hazatért szülőotthonába a hangyabolyba.

## Szereplők

### Főszereplők
| Szereplő                                         | Szereplő   | Magyar hang                     | Magyar hang                        | Megjegyzés |
| Magyar név                                       | Német név  | 1. magyar változat (MTV1, 1990) | 2. magyar változat (M1, 2004)      | Megjegyzés |
| ------------------------------------------------ | ---------- | ------------------------------- | ---------------------------------- | --- |
| Ferdi Hangya (1. szo.) Frédi Hangya (2. szo.)    | Ferdy      | Józsa Imre                      | Szokol Péter                       | A hős hangya, egy fekete pöttyös piros nyakkendőt, és egy pár piros cipőt hord.                                                    |
| Gvendolin Katica (1. szo.) Katica (2. szo.)      | Gwendolin  | Vándor Éva                      | Szabó Gertrúd                      | Katica, akibe Ferdy fülig szerelmes, a lány viszont nemigen vesz tudomást róla. Általában azért kedves, de néha rossz szándékú is. |
| Hebrencs Kullancs (1. szo.) Balláb Szú (2. szo.) | Tollpatsch | Incze József                    | Breyer Zoltán                      | Az okoskodó kullancs vagy szú, Ferdy egyik barátja, okoskodása ellenére jó döntéseket hoz.                                         |
| Aranybulla Pók (1. szo.) Arambulla Pók (2. szo.) | Arambula   | Rudolf Péter                    | Fehér Péter                        | A gyáva, szövő pók, Ferdy egyik barátja, de jó hálót sző.                                                                          |
| Tücsi (1. szo.) Tücsök (2. szo.)                 | Pferdchen  | Forgács Péter                   | Berzsenyi Zoltán                   | A szerelő tücsök, Ferdy egyik barátja, van egy kis tévéje is.                                                                      |
| Dagi (1. szo.) Appetitusz (2. szo.)              | Appetitos  | Hollósi Frigyes Láng József     | Gruber Hugó                        | a dagadt, lusta, falánk bogár, Ferdy egyik barátja, nagyon szeret enni, legszívesebben mindig azt csinálná                         |
| Tappancs (1. szo.) Szimat (2. szo.)              | ?          | Kerekes József                  | Albert Gábor                       | Ferdy házőrző kutyája, jó a szimata.                                                                                               |
| Oszkár Csiga                                     | Oskar      | Helyey László                   | Pálfai Péter (1. hang) ? (2. hang) | Szürke színű csiga, mogorva alak, Ferdyt nem fogadja be a házába.                                                                  |
| Szöcsi (1. szo.) Szöcske (2. szo.)               | Pferdchen  | Pusztaszeri Kornél              | Pálfai Péter (1. hang) ? (2. hang) | Ferdy házi lova, hátára ülve lovagol vele.                                                                                         |

### Mellékszereplők
| Szereplő          | Szereplő     | Magyar hang                                          | Magyar hang                                 | Leírás |
| Magyar név        | Német név    | 1. magyar változat (MTV1, 1990)                      | 2. magyar változat (M1, 2004)               | Leírás |
| ----------------- | ------------ | ---------------------------------------------------- | ------------------------------------------- | --- |
| Molnár            | Müller       | Szabó Ottó                                           | Gruber Hugó (1. hang) Végh Ferenc (2. hang) | A kövér, öreg molnár a vízimalomban, a lisztet őrli ott.                                                    |
| Vöröshangya vezér | ?            | Kassai Károly                                        | ?                                           | Az egyetlen kék ruhás vöröshangya, a vöröshangyák vezére.                                                   |
| Albert Hangyász   | Albert       | Farkas Antal                                         | Pálfai Péter                                | Szürke színű hangyász, Ferdy nagy ellensége, el akarja kapni, miért egyszer csomót kötött a nyelvére.       |
| Angolna           | Aal          | Koroknay Géza                                        | ?                                           | Szürke színű angolna, nagy ragadozó a tóban, el akarja kapni Ferdyt.                                        |
| Béka              | Frosch       | Koroknay Géza                                        | ?                                           | Béka, aki megakarja enni a poloska gyereket.                                                                |
| Szarvasbogár      | Hirschkäfer  | Koroknay Géza                                        | ?                                           | Nagyképű alak, van egy bunkója is.                                                                          |
| Kukac             | Wurm         | Pusztaszeri Kornél                                   | ?                                           | Szürke színű kukac, morcos alak, nem szereti Ferdyt látni, miért végig csúszott a hátán.                    |
| Giliszta          | Erdenwurm    | Maróti Gábor                                         | ?                                           | Barna színű giliszta, egy szakadékon át segíti Ferdyt, és a barátait.                                       |
| Kígyó             | Schlange     | Szacsvay László                                      | ?                                           | Piros színű, fekete csíkos, veszélyes kígyó, az ezüst barlangban, el akarja Ferdyt kapni, és a barátait is. |
| Riporter          | Reporter     | Szacsvay László                                      | ?                                           | Felvételt készít Gvendolinról, a katicáról.                                                                 |
| Poloska mama      | ?            | Czigány Judit                                        | Várnagy Katalin                             | A poloska gyerekek mamája.                                                                                  |
| Csősz             | ?            | Kassai Károly (1. hang) Pusztaszeri Kornél (2. hang) | Gruber Hugó                                 | A tóparton őrködik a veszélyek ellen.                                                                       |
| Gőte Asszonyság   | Frau Molch   | –                                                    | ?                                           | A föld alatt vizet őriz, a hangja asszony létére nagyon férfias.                                            |
| Szemtelen Légy    | Frech werden | –                                                    | ?                                           | A társaival szemtelenkedik, a rovarok kocsmájában.                                                          |
| Kabóca            | Zirpe        | Borbás Gabi                                          | ?                                           | Éjszaka a szentjánosbogarakkal táncol.                                                                      |

### További szereplők
| Szereplő       | Magyar hang (1. magyar szinkron)                               | Leírás |
| -------------- | -------------------------------------------------------------- | --- |
| Fekete hangyák | Detre Annamária, Kautzky Armand, Kerekes József                | Ferdy társai a hangyabolyban.                                                                                  |
| Vöröshangyák   | Kautzky Armand, Lukácsi József, Schnell Ádám                   | Ferdy és barátai ellenségei, zöld színű a ruhájuk, tizenhatan tartózkodnak a csapatban, és van egy vezérük is. |
| Vízi poloskák  | Detre Annamária, Forgács Péter, Kautzky Armand, Kerekes József | Poloska gyerekek, akik a folyó parton játszadoznak.                                                            |
| Bűnözők        | Koroknay Géza, Tahi József                                     | Két bogár, segítenek Oszkár Csigának, Ferdy házát is el akarják vele vitetni.                                  |
| Rendőrség      | Bor Zoltán, Felföldi László                                    | Két fülbemászó a környéken, vigyáznak a rendre, de néha rosszat is csinálnak.                                  |
| Bíróság        | Hankó Attila, Kassai Károly, Kisfalussy Bálint                 | A rendőrség által látott bűnökben eldönti az érdemet, a bűnözőkre nézve.                                       |

## Epizódok
| Sor.         | Év. | Magyar cím                                               | Német cím                    | Magyar bemutató                                   |
| ------------ | --- | -------------------------------------------------------- | ---------------------------- | ------------------------------------------------- |
|              |     |                                                          |                              |                                                   |
| ELSŐ ÉVAD    |     |                                                          |                              |                                                   |
|              |     |                                                          |                              |                                                   |
| 1            | 1   | Ferdy, az életmentő (MTV1) Segítség, segítség! (M1)      | Die abenteuerliche Rettung   | 1990. július 8. (MTV1) 2004. június 14. (M1)      |
|              |     |                                                          |                              |                                                   |
| 2            | 2   | A vízimalom (MTV1) Veszélyes malom (M1)                  | Die Gefahr an der Mühle      | 1990. július 15. (MTV1) 2004. június 15. (M1)     |
|              |     |                                                          |                              |                                                   |
| 3            | 3   | Őrült csigavágta (MTV1) Őrült csigafutam (M1)            | Die verrückte Schneckenfahrt | 1990. július 22. (MTV1) 2004. június 16. (M1)     |
|              |     |                                                          |                              |                                                   |
| 4            | 4   | Ferdy, a szöcskefogó (MTV1) A lovak völgye (M1)          | Das Tal der Pferde           | 1990. július 29. (MTV1) 2004. június 17. (M1)     |
|              |     |                                                          |                              |                                                   |
| 5            | 5   | Repülőverseny (MTV1) Barátom, a sztár (M1)               | Mein Freund, der Star        | 1990. augusztus 5. (MTV1) 2004. június 18. (M1)   |
|              |     |                                                          |                              |                                                   |
| 6            | 6   | Hebrencs nyomában (MTV1) Balláb nyomában (M1)            | Auf Tolpatschs Spuren        | 1990. augusztus 12. (MTV1) 2004. június 21. (M1)  |
|              |     |                                                          |                              |                                                   |
| 7            | 7   | Gvendolin álma teljesül (MTV1) Kocsikázás Katicával (M1) | Eine Kutsche für Gwendolyn   | 1990. augusztus 19. (MTV1) 2004. június 22. (M1)  |
|              |     |                                                          |                              |                                                   |
| 8            | 8   | Szöcsi megkerül (MTV1) A nagy műsorszám (M1)             | Die Fahndung                 | 1990. augusztus 26. (MTV1) 2004. június 23. (M1)  |
|              |     |                                                          |                              |                                                   |
| 9            | 9   | A hamis vád                                              | Die falsche Anklage          | 1990. szeptember 2. (MTV1) 2004. június 24. (M1)  |
|              |     |                                                          |                              |                                                   |
| 10           | 10  | A vöröshangyák tábora                                    | Das Lager der roten Ameisen  | 1990. szeptember 9. (MTV1) 2004. június 25. (M1)  |
|              |     |                                                          |                              |                                                   |
| 11           | 11  | Az ezüstbarlang (MTV1) Az ezüstbánya (M1)                | Die silberne Grotte          | 1990. szeptember 16. (MTV1) 2004. június 28. (M1) |
|              |     |                                                          |                              |                                                   |
| 12           | 12  | Katonásdi (MTV1) A kísértetmalom (M1)                    | Die Geistermühle             | 1990. szeptember 23. (MTV1) 2004. június 29. (M1) |
|              |     |                                                          |                              |                                                   |
| 13           | 13  | A rablók                                                 | Die Räuber                   | 1990. szeptember 30. (MTV1) 2004. június 30. (M1) |
|              |     |                                                          |                              |                                                   |
| 14           | 14  | Veszélyes kirándulás                                     | Gefährlicher Ausflug         | 2004. július 1.                                   |
|              |     |                                                          |                              |                                                   |
| 15           | 15  | Vizes kaland                                             | Die lustigen Wasserspiele    | 2004. július 2.                                   |
|              |     |                                                          |                              |                                                   |
| 16           | 16  | Az új ház                                                | Das neue Haus                | 2004. július 5.                                   |
|              |     |                                                          |                              |                                                   |
| 17           | 17  | A kakukktojás                                            | Das Kuckucksei               | 2004. július 6.                                   |
|              |     |                                                          |                              |                                                   |
| 18           | 18  | Tavaszünnep                                              | Das Frühlingsfest            | 2004. július 7.                                   |
|              |     |                                                          |                              |                                                   |
| 19           | 19  | Hőhullám                                                 | Die Hitzewelle               | 2004. július 8.                                   |
|              |     |                                                          |                              |                                                   |
| 20           | 20  | Olaszországi kirándulás                                  | Der Ausflug nach Italien     | 2004. július 9.                                   |
|              |     |                                                          |                              |                                                   |
| 21           | 21  | Balszerencsés síelés                                     | Die missglückte Skifahrt     | 2004. július 12.                                  |
|              |     |                                                          |                              |                                                   |
| 22           | 22  | Menekülés hőlégballonon                                  | Die Flucht im Ballon         | 2004. július 13.                                  |
|              |     |                                                          |                              |                                                   |
| 23           | 23  | Balláb festőiskolája                                     | Tolpatschs Malschule         | 2004. július 14.                                  |
|              |     |                                                          |                              |                                                   |
| 24           | 24  | Kincskeresés                                             | Auf Schatzsuche              | 2004. július 15.                                  |
|              |     |                                                          |                              |                                                   |
| 25           | 25  | Az erdőtűz                                               | Der Waldbrand                | 2004. július 16.                                  |
|              |     |                                                          |                              |                                                   |
| 26           | 26  | Honvágy                                                  | Heimweh                      | 2004. július 19.                                  |
|              |     |                                                          |                              |                                                   |
| MÁSODIK ÉVAD |     |                                                          |                              |                                                   |
|              |     |                                                          |                              |                                                   |
| 27           | 1   | A titokzatos hajó                                        | Das geheimnisvolle Schiff    | 2004. július 20.                                  |
|              |     |                                                          |                              |                                                   |
| 28           | 2   | Frédi a hangyabolyban                                    | Ferdy im Ameisenhaufen       | 2004. július 21.                                  |
|              |     |                                                          |                              |                                                   |
| 29           | 3   | A rabszolga-kereskedők                                   | Die Sklavenhändler           | 2004. július 22.                                  |
|              |     |                                                          |                              |                                                   |
| 30           | 4   | Támadás a hangyaboly ellen                               | Der Überfall                 | 2004. július 23.                                  |
|              |     |                                                          |                              |                                                   |
| 31           | 5   | Csata a fehér kőnél                                      | Die Schlacht am weißen Stein | 2004. július 26.                                  |
|              |     |                                                          |                              |                                                   |
| 32           | 6   | Az esküvő                                                | Das Hochzeitsfest            | 2004. július 27.                                  |
|              |     |                                                          |                              |                                                   |
| 33           | 7   | Filmcsillagok                                            | Die Filmstars                | 2004. július 28.                                  |
|              |     |                                                          |                              |                                                   |
| 34           | 8   | Az ismeretlen fegyver                                    | Die unbekannte Waffe         | 2004. július 29.                                  |
|              |     |                                                          |                              |                                                   |
| 35           | 9   | Appetitusz álma                                          | Der Traum des Appetitus      | 2004. július 30.                                  |
|              |     |                                                          |                              |                                                   |
| 36           | 10  | A mézlovag                                               | Der Honigritter              | 2004. augusztus 2.                                |
|              |     |                                                          |                              |                                                   |
| 37           | 11  | A teknősbéka                                             | Die Schildkröte              | 2004. augusztus 3.                                |
|              |     |                                                          |                              |                                                   |
| 38           | 12  | Álom a Vadnyugatról                                      | Der Traum vom wilden Westen  | 2004. augusztus 4.                                |
|              |     |                                                          |                              |                                                   |
| 39           | 13  | Látogató az űrből                                        | Der Besuch aus dem All       | 2004. augusztus 5.                                |
|              |     |                                                          |                              |                                                   |
| 40           | 14  | Szépségkirálynő-választás                                | Die Miss-Wahl                | 2004. augusztus 6.                                |
|              |     |                                                          |                              |                                                   |
| 41           | 15  | A cirkusz                                                | Der Zirkus                   | 2004. augusztus 9.                                |
|              |     |                                                          |                              |                                                   |
| 42           | 16  | Katica születésnapja                                     | Gwendolyn's Geburtstag       | 2004. augusztus 10.                               |
|              |     |                                                          |                              |                                                   |
| 43           | 17  | Robin Hood                                               | Robin Hood                   | 2004. augusztus 11.                               |
|              |     |                                                          |                              |                                                   |
| 44           | 18  | A szellemautó                                            | Der Geisterfahrer            | 2004. augusztus 12.                               |
|              |     |                                                          |                              |                                                   |
| 45           | 19  | A pizzéria                                               | Die Pizzeria                 | 2004. augusztus 13.                               |
|              |     |                                                          |                              |                                                   |
| 46           | 20  | A bagoly könyve                                          | Das Buch der Eule            | 2004. augusztus 30.                               |
|              |     |                                                          |                              | 2004. augusztus 30.                               |
| 47           | 21  | A légyölő galóca                                         | Der Fliegenpilz              | 2004. augusztus 30.                               |
|              |     |                                                          |                              |                                                   |
| 48           | 22  | A vízisíverseny                                          | Das Wasserski-Rennen         | 2004. augusztus 31.                               |
|              |     |                                                          |                              | 2004. augusztus 31.                               |
| 49           | 23  | A musical                                                | Das Musical                  | 2004. augusztus 31.                               |
|              |     |                                                          |                              |                                                   |
| 50           | 24  | A húsvéti tojás                                          | Das Osterei                  | 2004. szeptember 5.                               |
|              |     |                                                          |                              |                                                   |
| 51           | 25  | A kígyó                                                  | Die Schlange                 | 2004. szeptember 11.                              |
|              |     |                                                          |                              | 2004. szeptember 11.                              |
| 52           | 26  | Hókuszpókusz                                             | Hokuspokus                   | 2004. szeptember 11.                              |